# Крулль, Жермена
Жермена Крулль (нем. Germaine Krull; 20 ноября 1897, Вильда-Познань, тогда Германия, теперь Польша — 31 июля 1985, Вецлар) — немецкий фотограф, работала в разных странах Европы, Азии и Африки.

## Биография
Родилась в прусской провинции Позен. Провела детство во Франции, Италии, Швейцарии, Австрии, в 1912 году семья обосновалась в Баварии. Училась в Мюнхенской государственной академии фотоискусства (1915—1918). В ходе революционных выступлений в Баварии (см. Баварская Советская республика) несколько раз попадала в полицию. В 1920—1921 годах побывала в советской России, за «контрреволюционные высказывания» в связи с подавлением Кронштадтского восстания была арестована и выслана из страны.
Познакомившись с голландским кинорежиссёром и коммунистом Йорисом Ивенсом в 1923 году, она переехала в Амстердам в 1925 году. В 1926 году Ивенс и Крулль заключили брак по расчету чтобы художница могла иметь голландский паспорт и создавать «видимость респектабельности в браке, не жертвуя своей автономией».
В Париже между 1926 и 1928 годами Крулль подружилась с Соней Делоне, Эли Лотаром, Андре Мальро, Колетт, Жаном Кокто, Андре Жидом и другими; её работа на заказ состояла из модной фотографии, ню и портретов.
Крулль снимает 64 черно-белые фотографии для сборника своих работ в Париже, Марселе и Голландии примерно в тот же период, когда Ивенс работает над фильмом «Мост» в Роттердаме, и оба художника, возможно, повлияли друг на друга. Предметы съемки варьируются от мостов, зданий (например, Эйфелева башня) и кораблей до велосипедных колес. Многие из фотографий были сделаны с невероятно выразительных ракурсов, и в целом, снимки Крулль сравнивали с работами Ласло Мохой-Надя и Александра Родченко. В 1999—2004 годах данный сборник был выбран в качестве одной из самых важных фотокниг в истории.
К 1928 году Крулль считалась одним из лучших фотографов Парижа наряду с Андре Кертесом и Ман Рэем. В период с 1928 по 1933 год её фотографические работы состояли в основном из фотожурналистики, например, фотографий для французского журнала Vu.
После 1935 года работала в Монако, Бразилии, Экваториальной Африке, Франции и Алжире. Во время высадки союзников в Провансе в августе 1944 года, Крулль сопровождает 6-ю группу армий Соединенных Штатов и Франции и следует за войсками до конца войны. В ходе битвы за Эльзас она участвовала в освобождении концлагеря Нацвейлер-Штрутгоф. Её фотографии появляются в книге «Битва за Эльзас», сопровождаемые текстом Вайяна Роже.
С 1945 года два десятилетия жила в Таиланде. В 1966 году вернулась в Париж. В 1967 году при поддержке Андре Мальро открылась большая ретроспективная выставка Крулль во дворце Шайо.
В 1999—2000 годах выставка Жермена Крулль — фотограф современной эпохи была показана в музеях Эссена, Мюнхена, Сан-Франциско, Роттердама, Парижа.

## Творчество
Крулль начинала в рамках пикториализма, в дальнейшем сблизилась с интернациональным художественным авангардом, близка к Баухаусу, советским конструктивистам (Александр Родченко), французскому сюрреализму (серии Металл, 1928, 100хПариж, 1929, Этюды обнаженной натуры, 1931). Её ближайшими коллегами и сподвижниками были Брассай, Ман Рэй, Андре Кертес, Ласло Мохой-Надь, Флоранс Анри.